# Black Hole Sun
Black Hole Sun је песма гранџ бенда Саундгарден са албума Superunknown, из 1994. године. То је уједно и најпознатија песма овог бенда. Песму је написао фронтмен групе Крис Корнел.